# Hendrik Verkest
Hendrik Verkest (Wingene, 17 april 1953) is een Belgisch politicus voor CD&V. Hij was burgemeester van Wingene.

## Biografie
Verkest volgde tijdens de middelbare school Latijn-Wiskunde. Daarna volgde hij een eerste kandidatuur geneeskunde en studeerde dan vier jaar Toegepaste Economische Wetenschappen aan de KU Leuven.
In 1988 werd hij gevraagd op de CVP-lijst te staan in Wingene voor de gemeenteraadsverkiezingen. In de gemeente was de burgemeester al twee decennia Willy Persyn, afkomstig uit het landbouwersmilieu, en de CVP zat er in de oppositie. De lijsttrekker haakte af en Persyn kwam bovenaan de lijst te staan. De lijst Gemeentebelangen won en ondanks de goede resultaten leek CVP weer in de oppositie te belanden. Gemeentebelangen viel echter uiteen toen enkele leden de burgemeester de rug toekeerden en uiteindelijk kon de CVP aan het bestuur komen en zo werd Verkest in 1989 burgemeester.
Begin jaren 90 kende Verkest al vroeg tijdens zijn burgemeesterschap een moeilijke periode toen in Wingene de varkenspest uitbrak. Bij de verkiezingen van 1994 werd Verkest beloond voor zijn inzet. De CVP met Verkest won de verkiezingen en hij kon een tweede legislatuur als burgemeester beginnen. Ook in 2000 bleef hij burgemeester en werd hij bovendien provincieraadslid. Na de verkiezingen van 2006 begon hij zijn vierde ambtsperiode.
In maart 2018 kondigde Verkest zijn laatste legislatuur aan: "Als we weer de gemeente mogen besturen, geef ik de sjerp halverwege door. Het bestuur mag niet ophouden bij mij.” Tijdens de gemeenteraadsverkiezingen van 14 oktober 2018 kwam Lieven Huys met de meeste voorkeurstemmen en nam dus op 8 januari 2021 de sjerp over als eerste Zwevezeelse burgemeester sinds de fusie van 1977. Verkest bleef echter wel voorzitter van de gemeenteraad en gemeenteraadslid tot het einde van de legislatuur.